# 塞纳德卢纳
塞纳德卢纳，是西班牙卡斯蒂利亚-莱昂莱昂省的一个市镇。 总面积148平方公里，总人口480人（001年），人口密度3人/平方公里。